# R・A・サルヴァトーレ
ロバート・アンソニー・サルヴァトーレ（Robert Anthony Salvatore 1959年1月20日-）は、アメリカ合衆国の作家。
テーブルトークRPG（TRPG）『ダンジョンズ&ドラゴンズ』（D&D）の世界の一つ、「フォーゴトン・レルム」を舞台にした、ドリッズト・ドゥアーデンが主人公のシリーズで知られる。その他にも『The DemonWars Saga』や、『スター・ウォーズシリーズ』の小説作品なども手掛けた。
彼の著書はアメリカ国内だけで1500万部以上売り上げ、そのうち22作がニューヨーク・タイムズのベストセラーリスト入りしている。

## 生い立ち
サルヴァトーレは、マサチューセッツ州レミンスターで7人家族の末っ子として生まれた。レミンスター高校を卒業し、高校時代の英語教師が作家としての成長に役立ったと語っている。フィッチバーグ州立大学在学中に、クリスマスプレゼントとして贈られたJ・R・R・トールキンの『指輪物語』を読んで、ファンタジーに興味を持つようになった。ファンタジーやその他の文学に興味を持つようになり、専攻をコンピュータ・サイエンスからジャーナリズムに変更し、1981年にコミュニケーション/メディアの理学学士号を取得。その後、英語の教養学士号を取得した。本格的に執筆活動を始める前は、バウンサーとして働いており、彼の激しく鮮烈な戦闘シーンは、この経験によるものであるという。
1997年、サルヴァトーレの手紙、原稿、その他の専門的書類は、フィッチバーグ州立大学のR・A・サルヴァトーレ・コレクションに寄贈された。

## キャリア

### 1980年代～90年代
1982年、サルヴァトーレは本格的に執筆を開始し、ファンタジーのような終末後の未来に引き込まれた潜水艦を題材にした、『Echoes of the Fourth Magic』を書き上げた。彼はこの小説のために、「Ynis Aielle」という世界を作り、ロウソクの明かりの中で手書きした。彼は1983年から1987年にかけて、TSRを含むいくつかの出版社に原稿を送った。当時、TSRの書籍部門で投稿作品を審査していたメアリー・カーチョフは、その話はあまり好みでなかったものの、サルヴァトーレの文体は気に入った。当時TSRは、フォーゴトン・レルム（レルム）シリーズの第2作を執筆する作家を探しており、サルバトーレにオーディションを求めた。そして1987年7月、彼はその仕事を勝ち取った。当時、レルムの設定の多くは未開発で、肉付けされるのを待っている状態であり、サルヴァトーレは比較的自由に仕事ができた。彼は最初の小説『The Crystal Shard』をわずか2ヶ月で書き上げ、TSRは1988年にそれを出版した。サルヴァトーレのアイスウィンド・デイル三部作（『The Crystal Shard』、『Streams of Silver』、『The Halfling's Gem』）は大ヒットを記録し、最初の二作は150万部以上売り上げ、三作目はニューヨーク・タイムズ紙の、ペーパーバックベストセラーリストに載った。サルヴァトーレが初めてハードカバーで出版した小説は、同じくドリッズトの『The Legacy』（1992）だった。1992年9月には、ニューヨーク・タイムズのベストセラー・リストで9位にランクインした。1994年、サルヴァトーレはTSRでの仕事を超えて、Warner Booksと『The Crimson Shadowシリーズ』となる3冊の契約を結んだ。その後、彼とTSRは争うことになる。TSRのフィクション部門の編集長であるブライアン・トムセンは、契約更新の際にサルヴァトーレが書いた3冊だけでなく、さらに6冊の小説を書くことを望んだ。Warnerのために3作書くことに同意したばかりで、それ以前の6年間に14作書いていたサルヴァトーレは、TSRの提示したペースでこれほど短期間に多くの小説を書くことを約束したくなかった。トムセンはサルヴァトーレにゴーストライターを見つけるよう提案したが、彼には不愉快な提案だった。交渉は最終的に決裂した。TSRは要求を曲げようとせず、サルヴァトーレが他の出版社の本を仕上げる間、ドリッズト・ブランドを保留にすることも望まなかった。TSRは、"ブランド "の方が特定の作家よりも価値があると考えていたのかもしれない。トムセンはドリッズトを書く別の作家を見つけると言ったからである（TSRは、レルムとその全キャラクターの権利を保有している）。サルヴァトーレは、貴重な財産を提供した会社から"いじめられた"と感じ、代わりにデル・レイ・ブックスと『The DemonWars Saga』となる3作の契約を結んだ。彼の最後のドリッズト小説は1996年の『Passage to Dawn』で、これをもって以前の契約を果たした。サルヴァトーレは、「もしTSRが他の作家にドリッズトを書かせるなら、自分は二度とドリッズトを書かないし、ドリッズトは死んだものとみなす」と公言した。TSRは"脅し"を実行し、ドリッズトの物語を書く新しい作家を選んだ。その後マーク・アンソニーはドリッズトの小説『The Shores of Dusk』を完成させた。1997年にウィザーズ・オブ・ザ・コースト（WotC）がTSRを買収した後、その最初の行動の1つが、トムセンを解雇し、TSRの作家との壊れた絆を修復しようとすることだった。WotCはサルヴァトーレを呼び戻すため、アンソニーの小説を棚上げにした。サルヴァトーレは『The Silent Blade』（1998）でドリッズト・シリーズに復帰し、同年のオリジン賞を受賞した。彼はその後も、レルムを舞台にしたシリーズを数作出版した。
サルヴァトーレが執筆した『Vector Prime』は、『スター・ウォーズ ニュー・ジェダイ・オーダーシリーズ』の第1作として、1999年に出版された。『Vector Prime』は、そのプロットにチューバッカの死が含まれていたため、スター・ウォーズファンの間で物議を醸した。チューバッカは、オリジナル3部作の主要キャラとして、外伝小説で殺された最初のキャラとなった。多くのファンは、サルヴァトーレがこの決定を下したと思っていたが、実際にはルーカスフィルムとデル・レイの編集者が、ユージャン・ヴォングという新たな脅威を売り込むために、主要キャラを殺す必要があると判断していた。編集者はルーク・スカイウォーカーを殺したかったが、ルーカスフィルムから許可を得られなかった。当時ダークホースコミックスの編集者であったランディ・ストラドリーがチューバッカを殺すことを提案し、決定された。その後、2012年にディズニーが『スター・ウォーズ』の権利を手にした後、「2014年以前にリリースされたすべての外伝作品は『non-canon（非正史）』である」と宣言した。『Vector Prime』でのチューバッカの死は、多くの作品を正史から取り消した大きな理由として挙げられている。

### 2000年代～
2008年2月、Devil's Due Publishingは、ラリー・ハマとサルヴァトーレによって創られた、アメリカ政府の対超常現象捜査官/タスクフォースを題材にしたコミック本『Spooks』を出版した。ハマが軍のキャラクターとプロットを作成し、サルヴァトーレがモンスターを担当した。
小説だけでなく、サルヴァトーレはコンピュータゲームの脚本も手がけている。PlayStation 2、Xbox、PC用ゲーム『Forgotten Realms: Demon Stone』（2004）では、Stormfront Studiosのデザインチームと共同でストーリーを執筆した。このゲームはアタリから発売され、Academy of Interactive Arts & SciencesとBAFTAの賞にノミネートされた。また、CDS booksからの依頼で、MMORPG『エバークエスト』を題材にしたシリーズ本4冊の編集を担当した。彼はまた、『Quake III Arena』のボットチャットのセリフも書いている。
サルヴァトーレは、元野球選手のカート・シリングが所有する、新設のゲーム開発会社38 Studiosの、クリエイティヴ・ディレクターとして採用された。そこから発売されたファンタジーRPG『Kingdoms of Amalur: Reckoning』は、彼が台詞と共に１万年に渉るバックストーリーを創り上げた。同作は2012年に発売され、100万本以上を売り上げた。しかしその3ヵ月後、38 Studiosは破産を宣言し、事業を停止した。同社はサルヴァトーレを含む全スタッフを解雇し、彼の行いに対する200万ドルの報酬は支払われなかった。サルヴァトーレはシリングに対して悪意は抱いていないとし、「悪事を働いたわけではなく、損失も被った」と語っている。
2010年、WotCはサルヴァトーレとの新たな契約を発表し、ドリッズトを主人公とする本をさらに6冊執筆することになった。これらの本は2011年から2016年にかけて発売された。

## 作品

### フォーゴトン・レルム
| シリーズ名              | サブシリーズ名              | タイトル                    | 発表年     | デイル歴（始） | デイル歴（終）       | 著者                         | 共著者                 | 備考     |
| ----------------------- | --------------------------- | --------------------------- | ---------- | -------------- | -------------------- | ---------------------------- | ---------------------- | -------- |
| The Legend of Drizzt    | The Icewind Dale Trilogy    | The Crystal Shard           | 1988       | 1351           | 1356                 | R・A・サルヴァトーレ         |                        |          |
| The Legend of Drizzt    | The Icewind Dale Trilogy    | Streams of Silver           | 1989       | 1356           | 1356                 | R・A・サルヴァトーレ         |                        |          |
| The Legend of Drizzt    | The Icewind Dale Trilogy    | The Halfling's Gem          | 1990       | 1356           | 1357                 | R・A・サルヴァトーレ         |                        |          |
| The Legend of Drizzt    | The Dark Elf Trilogy        | Homeland                    | 1990       | 1297           | 1328                 | R・A・サルヴァトーレ         |                        |          |
| The Legend of Drizzt    | The Dark Elf Trilogy        | Exile                       | 1990       | 1338           | 1340                 | R・A・サルヴァトーレ         |                        |          |
| The Legend of Drizzt    | The Dark Elf Trilogy        | Sojourn                     | 1991       | 1340           | 1347                 | R・A・サルヴァトーレ         |                        |          |
| The Cleric Quintet      |                             | Canticle                    | 1991       | 1361           | 1361                 | R・A・サルヴァトーレ         |                        |          |
| The Cleric Quintet      | In Sylvan Shadows           | 1992                        | 1361       | 1361           |                      | R・A・サルヴァトーレ         |                        |          |
| The Cleric Quintet      | Night Masks                 | 1992                        | 1361       | 1361           |                      | R・A・サルヴァトーレ         |                        |          |
| The Cleric Quintet      | The Fallen Fortress         | 1993                        | 1361       | 1362           |                      | R・A・サルヴァトーレ         |                        |          |
| The Cleric Quintet      | The Chaos Curse             | 1994                        | 1362       | 1362           |                      | R・A・サルヴァトーレ         |                        |          |
| The Legend of Drizzt    | Legacy of the Drow          | The Legacy                  | 1992       | 1357           | 1357                 | R・A・サルヴァトーレ         |                        |          |
| The Legend of Drizzt    | Legacy of the Drow          | Starless Night              | 1993       | 1357           | 1357                 | R・A・サルヴァトーレ         |                        |          |
| The Legend of Drizzt    | Legacy of the Drow          | Siege of Darkness           | 1994       | 1358           | 1358                 | R・A・サルヴァトーレ         |                        |          |
| The Legend of Drizzt    | Legacy of the Drow          | Passage to Dawn             | 1996       | 1364           | 1364                 | R・A・サルヴァトーレ         |                        |          |
| The Legend of Drizzt    | Paths of Darkness           | The Silent Blade            | 1998       | 1364           | 1364                 | R・A・サルヴァトーレ         |                        |          |
| The Legend of Drizzt    | Paths of Darkness           | The Spine of the World      | 1999       | 1365           | 1369                 | R・A・サルヴァトーレ         |                        |          |
| The Legend of Drizzt    | Paths of Darkness           | Sea of Swords               | 2001       | 1369           | 1370                 | R・A・サルヴァトーレ         |                        |          |
| The Legend of Drizzt    | The Sellswords              | Servant of the Shard        | 2000       | 1366           | 1366                 | R・A・サルヴァトーレ         |                        |          |
| The Legend of Drizzt    | The Sellswords              | Promise of the Witch-King   | 2005       | 1370           | 1370                 | R・A・サルヴァトーレ         |                        |          |
| The Legend of Drizzt    | The Sellswords              | Road of the Patriarch       | 2006       | 1370           | 1371                 | R・A・サルヴァトーレ         |                        |          |
| The Legend of Drizzt    | The Hunter's Blades Trilogy | The Thousand Orcs           | 2002       | 1370           | 1370                 | R・A・サルヴァトーレ         |                        |          |
| The Legend of Drizzt    | The Hunter's Blades Trilogy | The Lone Drow               | 2003       | 1370           | 1370                 | R・A・サルヴァトーレ         |                        |          |
| The Legend of Drizzt    | The Hunter's Blades Trilogy | The Two Swords              | 2004       | 1370           | 1371                 | R・A・サルヴァトーレ         |                        |          |
| War of the Spider Queen |                             | Dissolution                 | 2002       | 1372           | 1372                 | リチャード・リー・バイヤーズ | [ 注 5 ]               |          |
| War of the Spider Queen | Insurrection                | 1372                        | 2002       | 1372           | トーマス・M・リード  |                              | [ 注 5 ]               |          |
| War of the Spider Queen | Condemnation                | 2003                        | 1372       | 1372           | リチャード・ベイカー |                              | [ 注 5 ]               |          |
| War of the Spider Queen | Extinction                  | 2004                        | 1372       | 1372           | リサ・スメッドマン   |                              | [ 注 5 ]               |          |
| War of the Spider Queen | Annihilation                | 2004                        | 1372       | 1372           | フィリップ・アサンス |                              | [ 注 5 ]               |          |
| War of the Spider Queen | Resurrection                | 2005                        | 1372       | 1372           | ポール・S・ケンプ    |                              | [ 注 5 ]               |          |
| The Legend of Drizzt    | Transitions                 | The Orc King                | 2007       | 1371           | 1471                 | R・A・サルヴァトーレ         | [ 注 6 ]               |          |
| The Legend of Drizzt    | Transitions                 | The Pirate King             | 2008       | 1376           | 1377                 | R・A・サルヴァトーレ         |                        |          |
| The Legend of Drizzt    | Transitions                 | The Ghost King              | 2009       | 1385           | 1385                 | R・A・サルヴァトーレ         |                        |          |
| Stone of Tymora         |                             | The Stowaway                | 2008       | 1350           | 1362                 | R・A・サルヴァトーレ         | ジーノ・サルヴァトーレ | [ 注 8 ] |
| Stone of Tymora         | The Shadowmask              | 2009                        | 1356       | 1362           |                      | R・A・サルヴァトーレ         | ジーノ・サルヴァトーレ | [ 注 8 ] |
| Stone of Tymora         | The Sentinels               | 2010                        | 1357       | 1362           |                      | R・A・サルヴァトーレ         | ジーノ・サルヴァトーレ | [ 注 8 ] |
| The Legend of Drizzt    | Neverwinter Saga            | 2010                        | Gauntlgrym | 1409           | 1462                 | R・A・サルヴァトーレ         |                        |          |
| The Legend of Drizzt    | Neverwinter Saga            | Neverwinter                 | 2011       | 1462           | 1463                 | R・A・サルヴァトーレ         |                        |          |
| The Legend of Drizzt    | Neverwinter Saga            | Charon's Claw               | 2012       | 1463           | 1463                 | R・A・サルヴァトーレ         |                        |          |
| The Legend of Drizzt    | Neverwinter Saga            | The Last Threshold          | 2013       | 1463           | 1484                 | R・A・サルヴァトーレ         |                        |          |
| The Legend of Drizzt    | The Sundering               | The Companions              | 2013       | 1462           | 1484                 | R・A・サルヴァトーレ         | [ 注 9 ]               |          |
| The Legend of Drizzt    | Companions Codex            | Night of the Hunter         | 2014       | 1484           | 1484                 | R・A・サルヴァトーレ         |                        |          |
| The Legend of Drizzt    | Companions Codex            | Rise of the King            | 2014       | 1484           | 1484                 | R・A・サルヴァトーレ         |                        |          |
| The Legend of Drizzt    | Companions Codex            | Vengeance of the Iron Dwarf | 2015       | 1484           | 1485                 | R・A・サルヴァトーレ         |                        |          |
| The Legend of Drizzt    | Homecoming                  | Archmage                    | 2015       | 1485           | 1486                 | R・A・サルヴァトーレ         |                        |          |
| The Legend of Drizzt    | Homecoming                  | Maestro                     | 2016       | 1487           | 1487                 | R・A・サルヴァトーレ         |                        |          |
| The Legend of Drizzt    | Homecoming                  | Hero                        | 2016       | 1487           | 1487                 | R・A・サルヴァトーレ         |                        |          |
| The Legend of Drizzt    | Generations                 | Timeless                    | 2018       | 1488           | 1488                 | R・A・サルヴァトーレ         |                        |          |
| The Legend of Drizzt    | Generations                 | Boundless                   | 2019       | 1488           | 1488                 | R・A・サルヴァトーレ         |                        |          |
| The Legend of Drizzt    | Generations                 | Relentless                  | 2020       | 1296           | 1488                 | R・A・サルヴァトーレ         |                        |          |
| The Legend of Drizzt    | The Way of the Drow         | Starlight Enclave           | 2021       | 1490           | 1490                 | R・A・サルヴァトーレ         |                        |          |
| The Legend of Drizzt    | The Way of the Drow         | Glacier's Edge              | 2022       |                |                      | R・A・サルヴァトーレ         |                        |          |
| The Legend of Drizzt    | The Way of the Drow         | Lolth's Warrior             | 2023       | 1490           |                      | R・A・サルヴァトーレ         |                        |          |
| The Legend of Drizzt    |                             | The Dao of Drizzt           | 2022       |                |                      | R・A・サルヴァトーレ         | [ 注 10 ]              |          |

### Corona

#### First Trilogy
- The Demon Awakens(1997)
- The Demon Spirit (1998)
- The Demon Apostle(1999)

Bridge novel
- Mortalis (2000)

#### Second Trilogy
- Ascendance(2001)
- Transcendence(2002)
- Immortalis (2003)

#### Saga of the First King
- The Highwayman (2004)
- The Ancient(2008)
- The Dame(2009)
- The Bear(2010)

#### The Coven
- Child of a Mad God (2018)[26]
- Reckoning of Fallen Gods (2019)
- Song of the Risen God (2020)

#### The Buccaneers
- Pinquickle's Folly (2024)
- Witch of Whispervale (2025)

### その他シリーズ

#### The Spearwielder's Tale
- The Woods Out Back (1993)
- The Dragon's Dagger(1994)
- Dragonslayer's Return(1995)

#### Chronicles of Ynis Aielle
- Echoes of the Fourth Magic (completed 1987, published 1990)
- The Witch's Daughter (1991)
- Bastion of Darkness (2000)

#### Crimson Shadow series
- The Sword of Bedwyr (1995)
- Luthien's Gamble (1996)
- The Dragon King(1996)

### スターウォーズ
- スター・ウォーズ エピソードII クローンの攻撃[注 11]

#### ニュージェダイオーダーシリーズ
- Vector Prime (1999)

### その他小説
- Tarzan: The Epic Adventures

### 短編
- "The First Notch" (in Dragon magazine #152, 1989)
- "A Sparkle for Homer" (in Halflings, Hobbits, Warrows, and Weefolk, 1991)
- "Dark Mirror" (in Realms of Valor, 1993)
- "The Third Level" (in Realms of Infamy, 1994)
- "Guenhwyvar" (in Realms of Magic, 1995)
- "The Coach With Big Teeth" (in Otherwere, 1996 and Unfettered, 2013)
- "Gods' Law" (in Tales of Tethedril, 1998)
- "Mather's Blood" (in Dragon magazine #252, 1998)
- "That Curious Sword" (in Realms of Shadow, 2002)
- "Three Ships" (in Demons Wars: Trial By Fire Comic TP, 2003)
- "Empty Joys" (in The Best of the Realms, 2003)
- "The Dowry" (in The Highwayman, 2004)
- "Wickless In the Nether" (in Realms of Dragons, 2004)
- "Comrades at Odds" (in Realms of the Elves, 2006)
- "If Ever They Happen Upon My Lair" (in Dragons: World Afire, 2006)
- "Bones and Stones" (in Realms of War, 2008)
- "Iruladoon" (in Realms of the Dead, 2010)
- "Hugo Mann's Perfect Soul" (in The Guide to Writing Fantasy and Science Fiction: 6 Steps to Writing and Publishing Your Bestseller, 2010)
- "To Legend He Goes" (in Legend of Drizzt Anthology, 2011)

### グラフィックノベル
- Homeland
- Exile
- Sojourn
- The Crystal Shard
- Streams of Silver
- Trial by Fire(2001)
- The Halfling's Gem
- Eye for an Eye
- Legacy
- Starless Night (Incomplete, only 1 of 3 issues published)

### コミック
- Spooks (with co-authors Larry Hama and Ryan Schifrin, and art by Adam Archer, Devil's Due Publishing, 2008)
- Dungeons & Dragons: The Legend of Drizzt: Neverwinter Tales (with art by Agustín Padilla, IDWパブリッシング, 2011)[27]
- Dungeons & Dragons: The Legend of Drizzt: Cutter (with Geno Salvatore)[28]

### その他メディア
- The Accursed Tower （1999） AD&D第2版向けモジュール
- Seven Swordsとのコラボレーションで、サルバトーレはコンピューターゲーム『Quake III Arena』のボットチャットレスポンスを作成。
- DEMON STONE（2004） PS2、Xbox、Microsoft Windowsで発売されたアクションロールプレイングゲーム
- Kingdoms of Amalur: Reckoning （2012） PS3、Xbox 360、Microsoft Windowsで発売されたロールプレイングゲーム